# Vigói kikötő
A spanyolországi Vigóban található vigói kikötő a világ legnagyobb és az egyik legforgalmasabb halászkikötője. Ezen felül a világ legnagyobb halászcégének, a Pescanovának is az otthona. 2008-ban a kirakodott hal tömege elérte a 751 971 tonnát.
A Vigo olyan nagy halászcégeknek is otthont ad, amelyeknek kiemelkedő jelenlétük van olyan országokban, mint Namíbia, Dél-afrikai Köztársaság, Mozambik, Ausztrália, Argentína, a Falkland-szigetek, Chile és Peru. A halakat egész Spanyolországban és külföldön is árulják, például Portugáliában, Olaszországban, Franciaországban és távolabbi piacokon, többek között Ázsiában.

## Története
A hajóépítő hagyomány a huszadik század elején kezdődött el, ekkor jelentek meg a kisebb, gőzzel működő halászhajók. Ezen típusok egyike volt a Vigo típusú gőzös, ami nagyon népszerű volt az egész spanyol tengerparton és Észak-Afrikában is. Ebből a típusból több száz darabot építettek.
A fejlődés második meghatározó pillanata az 1960-as években volt, amikor megjelentek az új mélyhűtős halászhajók, ezek forradalmasították a halászatra épülő ipart, ahol először épült. A vigói hajógyárak mindig vezető szerepet töltöttek be a hajógyártás terén.